# Hermann Korner
Hermann Korner, född omkring 1365 i Lübeck, död där 1438, var en tysk krönikeskrivare.
Korner var i början av 1400-talet lärare vid predikarklostren i Halberstadt, Magdeburg och (Burg vid) Lübeck samt vistades 1431-34 vid universitetet i Erfurt, där han 1435 promoverades till teologie doktor. I hans Chronica novella (utgiven senast av Jakob Schwalm, 1895), som omfattar tiden intill 1435, utgörs stommen av Henriks av Herford, Vincenz av Beauvais och Martins av Troppau krönikor, men sedermera har andra krönikor och muntliga uppgifter tjänat som källor. 
I Linköpings stifts- och landsbibliotek förvaras en codex (omfattande tiden till 1423), vilken tillhört dominikanerna i Stockholm och är en av de (minst sex) bearbetningar Korner företog av sin krönika. "Chronica novella" innehåller även uppgifter rörande Sveriges historia.